# Loca (bài hát)
"Loca" (tiếng Việt: "Điên cuồng") là một bài hát và một đĩa đơn của ca sĩ người Colombia Shakira kết hợp với rapper người Dominica El Cata (phiên bản tiếng Tây Ban Nha) hoặc rapper người Anh Quốc Dizzie Rascal (phiên bản tiếng Anh). Bài hát lấy từ album phòng thu thứ của cô, Sale el Sol. Nó được phát hành bởi hãng Epic Records dưới dạng một đĩa đơn từ album, phát hành ngày 10 tháng 9 năm 2010 (phiên bản tiếng Tây Ban Nha) và 13 tháng 9 năm 2010 (phiên bản tiếng Anh).

## Xếp hạng

### Xếp hạng tuần
| Bảng xếp hạng (2010–11)                         | Vị trí cao nhất |
| ----------------------------------------------- | --------------- |
| Áo (Ö3 Austria Top 40)                          | 2               |
| Bỉ (Ultratop 50 Flanders)                       | 3               |
| Bỉ (Ultratop 50 Wallonia)                       | 1               |
| Canada (Canadian Hot 100)                       | 36              |
| Cộng hòa Séc (Rádio Top 100)                    | 1               |
| Đan Mạch (Tracklisten)                          | 12              |
| Hà Lan (Single Top 100)                         | 55              |
| Phần Lan (Suomen virallinen lista)              | 11              |
| Pháp (SNEP)                                     | 2               |
| Pháp Download (SNEP)                            | 1               |
| Trường songid là BẮT BUỘC CHO BẢNG XẾP HẠNG ĐỨC | 6               |
| Hungary (Rádiós Top 40                          | 17              |
| Hungary (Single Top 40)                         | 4               |
| Hungary (Dance Top 40)                          | 4               |
| Ý (FIMI)                                        | 1               |
| Ba Lan (Polish Airplay Top 100)                 | 1               |
| Slovakia (Rádio Top 100)                        | 2               |
| Tây Ban Nha (PROMUSICAE)                        | 1               |
| Thụy Điển (Sverigetopplistan)                   | 20              |
| Thụy Sĩ (Schweizer Hitparade)                   | 1               |
| Hoa Kỳ Billboard Hot 100                        | 32              |
| Hoa Kỳ Dance Club Songs (Billboard)             | 1               |
| Hoa Kỳ Hot Latin Songs (Billboard)              | 1               |
| Hoa Kỳ Tropical Airplay (Billboard)             | 1               |

### Xếp hạng cuối năm
| Bảng xếp hạng (2010)           | Vị trí |
| ------------------------------ | ------ |
| Austrian Singles Chart         | 38     |
| Belgian Flanders Singles Chart | 45     |
| Belgian Walloon Singles Chart  | 26     |
| French Singles Chart           | 8      |
| French Download Chart          | 5      |
| Spanish Singles Chart          | 7      |
| Swedish Singles Chart          | 70     |
| Swiss Singles Chart            | 16     |
| U.S. Latin Songs               | 53     |

| Bảng xếp hạng (2011)          | Vị trí |
| ----------------------------- | ------ |
| Belgian Walloon Singles Chart | 40     |
| French Singles Chart          | 28     |
| Greek Airplay Chart           | 42     |
| Hungarian Airplay Chart       | 81     |
| Spanish Singles Chart         | 10     |
| Swiss Singles Chart           | 46     |
| U.S. Hot Dance Club Songs     | 44     |

## Chứng nhận
| Quốc gia                                 | Chứng nhận  | Số đơn vị/doanh số chứng nhận |
| ---------------------------------------- | ----------- | ----------------------------- |
| Argentina (CAPIF)                        | Gold        | 10,000^                       |
| Áo (IFPI Áo)                             | Gold        | 15.000*                       |
| Bỉ (BEA)                                 | Gold        | 15.000*                       |
| Brasil (Pro-Música Brasil)               | Gold        | 50,000*                       |
| Colombia (ASINCOL)                       | Diamond     | 200,000x                      |
| Đan Mạch (IFPI Đan Mạch)                 | Gold        | 15,000*                       |
| Đức (BVMI)                               | Gold        | 250.000*                      |
| Ý (FIMI)                                 | 2× Platinum | 60.000*                       |
| México (AMPROFON)                        | 2× Platinum | 120,000*                      |
| Tây Ban Nha (PROMUSICAE)                 | 2× Platinum | 80.000*                       |
| Thụy Điển (GLF)                          | Gold        | 20,000‡                       |
| Thụy Sĩ (IFPI)                           | Platinum    | 30.000^                       |
| Venezuela (APFV)                         | Platinum    | 10,000x                       |
| * Chứng nhận dựa theo doanh số tiêu thụ. |             |                               |